# Xarifia gerlachi
Xarifia gerlachi is een eenoogkreeftjessoort uit de familie van de Xarifiidae. De wetenschappelijke naam van de soort is voor het eerst geldig gepubliceerd in 1962 door Humes.